# Clossiana bivittata
Clossiana bivittata är en fjärilsart som beskrevs av Cabeau 1925. Clossiana bivittata ingår i släktet Clossiana och familjen praktfjärilar. Inga underarter finns listade i Catalogue of Life.